# Ochratoksyna A
Ochratoksyna A – wielofunkcyjny organiczny związek chemiczny. Jest mykotoksyną z grupy ochratoksyn, produkowaną w warunkach naturalnych najczęściej przez Aspergillus ochraceus (w cieplejszym i tropikalnym obszarze świata), poza tym produkowana jest również przez grzyby z gatunku Penicillium verrucosum (w klimacie chłodnym oraz umiarkowanym).
Jest jedną z najczęściej występujących mykotoksyn w pokarmach na świecie. Człowiek najczęściej naraża się na kontakt z nią zjadając pokarm, wyprodukowany z niewłaściwie magazynowanych produktów, takich jak zboża, nasiona soi, fasoli, ciecierzycy, ziarna surowej kawy, ziarna kakao, wino i sok z winogron, piwo, przyprawy i przetwory mięsne zawierające krew. Wysoką zawartością ochratoksyny charakteryzują się również suszone owoce, np. rodzynki i porzeczki. Toksyczność ochratoksyny A jest zależna od gatunku i płci narażonego organizmu.

## Charakterystyka
Występuje pod postacią białego, krystalicznego proszku. Wykazuje niestabilność w stosunku do światła dziennego oraz powietrza. Nawet krótkotrwała ekspozycja na światło dzienne, powoduje jej rozpad i degradację, zwłaszcza w warunkach wysokiej wilgotności. Charakteryzuje się odpornością na działanie wysokich temperatur.

## Wpływ na organizmy żywe
Wykazuje działanie mutagenne u ssaków indukując endogenne wytwarzanie reaktywnych form tlenu i azotu. Zwiększenie częstotliwości mutacji wraz z negatywnym wpływem na syntezę białek, dynamikę cyklu komórkowego oraz szlaki transdukcji sygnału wewnątrz komórki mogą promować powstawanie nowotworów. W przypadku zwierząt, badania laboratoryjne potwierdziły kancerogenność ochratoksyny A u myszy i szczurów. Podawanie doustne roztworu toksyny, powodowało wzrost zachorowań na nowotwory wątroby u myszy obu płci, a także zwiększenie występowania gruczolaków i raków nerek u samców myszy i szczurów obydwu płci.

### Neurotoksyczność
Ochratoksyna A wykazuje toksyczne działanie wobec neuronów, w których częściowo pośredniczą procesy apoptotyczne. Istnieje prawdopodobieństwo, że taki mechanizm może wpływać na rozwój chorób neurodegeneracyjnych (tj. choroby Parkinsona oraz choroby Alzheimera), u podłoża, których z pewnością występują procesy apoptotyczne. Szczególna neurotoksyczność ochratoksyny A została zaobserwowana wobec rozwijającego się mózgu w badaniach na gryzoniach, której wynikiem były zaburzenia proliferacji i migracji neuronów oraz zmniejszenie w nich zawartości DNA.

### Nefrotoksyczność
Ochratoksynę A uznano za potencjalnym czynnik wpływający na rozwój nefropatii bałkańskiej na podstawie porównania występujących w jej przypadku zmian morfologicznych i funkcjonalnych w obrębie nerek do zmian obecnych w przebiegu nefropatii indukowanej przez ochratoksynę A u świn.

### Immunosupresja i immunotoksyczność
Toksyna ta jest również odpowiedzialna za zakłócenie funkcji odpornościowych w organizmach zwierzęcych. Wpływa hamująco na działanie układu immunologicznego powodując:
- zaprzestanie odpowiedzi immunologicznej z udziałem przeciwciał,
- zmniejszenie rozmiarów narządów układu immunologicznego (tj. grasicy, śledziony i węzłów chłonnych),
- zmiany ilościowe i funkcjonalne w obrębie komórek immunologicznych,
- zaburzenia w produkcji cytokin[12].

Właściwości immunotoksyczne przejawiają się śmiercią komórek układu immunologicznego w wyniku apoptozy bądź nekrozy (martwicy) ze współistniejącym spowolnionym zastępowaniem martwych lub uszkodzonych komórek, spowodowanym zahamowaniem syntezy białek.